# 노팅힐

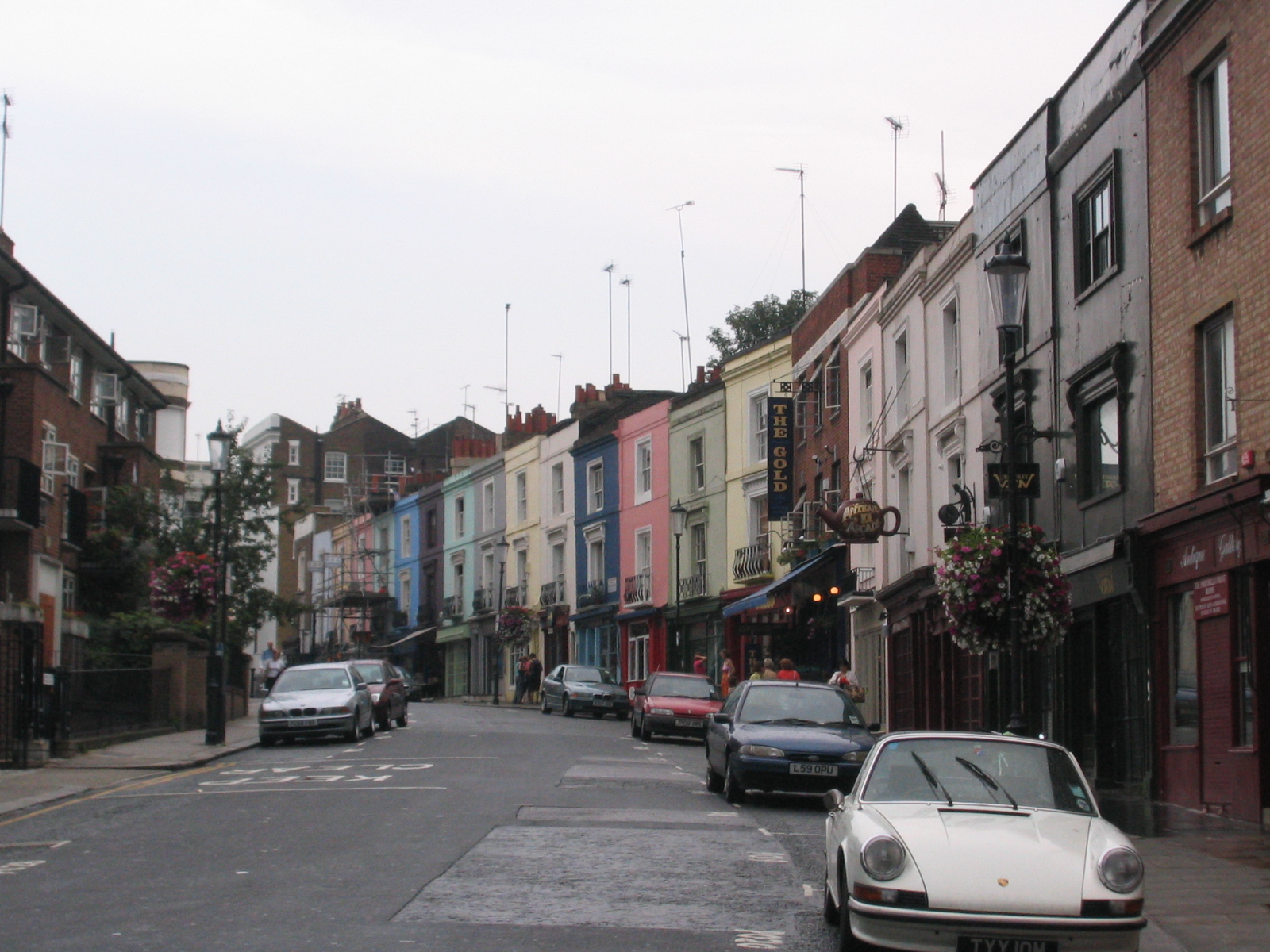
포토벨로로드

노팅힐(Notting Hill)은 하이드파크의 북서외각에 근접한 영국 웨스트런던의 한 지역이고 켄싱턴과 첼시의 왕립 구의 내부에 자리잡고 있다. 노팅힐은 연례 노팅힐 카니발의 장소, 인기배우 줄리아 로버츠와 휴 그랜트가 출연한 1999년 영화 《 노팅힐》의 배경과 포토벨로로드 시장의 발생지로 알려진 세계적인 지역이다.
현재 노팅힐은 부유하고 최신 유행의 지역으로 평가되고있다; 큰 빅토리아 건축의 매력적인 연립 상가, 고급 쇼핑가와 (웨스트번그로브와 클래런던클로스 근처에 발달한) 식당으로 잘 알려졌다. 2004년 《데일리 텔레그래프》 기사는 보수당 대표 데이비드 캐머런과 재무부의 그림자 장관 조지 오즈번같은 젊은 보수 정치인의 그룹을 가리킬 때 "노팅힐 세트" (The Notting Hill Set)라는 용어를 종종 사용했다. 그러나, 큰 저택은 20세기에 다중으로 집세를 부과했기 때문에, 유입된 카브리 이주민은 1950년대에 발생한 노팅힐 인종 폭동에서 토박이 테디 보이와 충돌하였다.
또한, 노팅힐은 1820년대부터 발달해온 예술 및 "얼터네이티브" 문화 (alternative culture)와 관련된 곳이다. 북쪽에 사회 종속의 지역이기도 해서, 동일한 거리의 이름에서 유래된 "노스켄싱턴"이나 "래드브로크그로브" 지역으로 가리켜지기도 한다.

## 역사

### 노팅힐의 기원
"노팅힐" (Notting Hill)의 기원은 불확실하다. 일찍이 1356년에 "크노팅홀"로 페이턴트 롤즈에 기록되었고, 반면에 1878년에 기록된 서적, 과거와 미래의 런던은 "크노팅번즈", "크누팅반즈", "누팅반즈"같은 명칭이 켄싱턴의 지방에서 유래된 이름이라고 언급했다. 또한, 잉글랜드의 헨리 8세가 집권하던 동안에 법정에서 "패딩턴의 한 구이며, 별칭이 켄싱턴인, 노팅바론즈라는 지역은 웨스터민스터 대수도원장의 관할이다"라고 인용되었다. 이름의 "노트" (Nott)라는 부분은 색슨족 이름 크노타 (Cnotta)에서 유래되었다고 생각되며, 일반적으로 "잉" (ing) 부분은  이주민이 색슨족에게 전달한 것으로 받아들인다.

### 포터리즈 & 피거리즈
노팅힐의 서쪽에 위치한 포터리레인은 19세기초부터 이 지역에서 채취한 묵직한 점토로 제작된 벽돌과 타일 시장이 열렸다. 점토는 모양을 형성한 다음에 벽돌과 타일의 가마에서 구워진다. 월머로드는 유일하게 19세기중반까지 런던에 존재한 타일 가마이다. 강제로 마블아치 지역의 외부로 이주한 이후에 돼지 농부도 동일한 곳으로 이동했다. 아본데일 파크는 1892년에 '오신' (the Ocean)이라는 돼지 슬러지 지역이 이전하고  개장했다. 아본데일 파크는 포터리즈 & 피거리즈 (Potteries & Piggeries)로 알려진 지역에서 일반적으로 깨끗한 장소가 되었다.

### 19세기
노팅힐은 19세기초에 런던의 서부팽창으로 베이즈워터에 도달하기 이전까지 시골지역이었다. 노팅힐의 최대 지주는 래드브로크 가족이고 1820년대부터 (비록 1840년대까지 활발하게 개발되지 않았지만) 최신 패션에 민감한 교외 중심지로 바뀌면서, 도로와 주택이 들어섰다. (노팅힐의 북남을 교차하는 주요 지역인) 래드브로크그로브와 (런던에서 면적이 최대로 큰 사유 정원인) 래드브로크스퀘어를 포함하여 래드브로크 이름에서 유래된 길거리가 생겼다.
최초의 지명은 켄싱턴파크 구로 불렸고 다른 길거리 (특히 켄싱턴파크로드와 켄싱턴파크가든즈)는 유래된 이름이 사용된다. 지역 전화번호 7727은 공원의 오래된 전화 교환기 이름에서 유래되었다.
도시화 계획의 주요 설계자는 래드브로크 가의 측량사, 토마스 알롬이었다; 설계된 도시의 독특한 특징은 집사이에 정원을 만들지 않고, 도로로 분리했다. 주택은 옆에 정원이 있고; 앞에 놓인 도로 맞은편에 다른 주택이 있다. 이것은 주택이 도로를 가로지르지 않고도, 뒤쪽에 격리된 공동 정원을 통하여 직접 왕래할 수 있음을 뜻한다; (최근에는) 길거리로 나오는 사람을 거의 볼 수 없다. 공동 정원은 부자 세대주에게 가장 매력적인 공간을 제공하고 있다.
히퍼드롬 경기장은 1837년에 완공되었다. 경기장은 노팅힐 주변에서 운영되었고 노팅힐의 관광객이 늘어날것으로 예상했다. 그러나, 경기장이 침수되어서 성공하지 못했고, 1841년에 폐쇄했다. 나중에 주변토지는 주택이 건설되었다. 노팅힐을 우회하는 초승달 모양 도로 (블레넘 크레슨트, 엘긴 크레슨트, 스탠리 크레슨트, 콘월 크레슨트, 랜드스다운 크레슨트)는 원형 경기장 주변에 건설되었다.
노팅힐 주택은 크지만, 런던의 부자를 유혹할 만큼 곧바로 성공하지는 못했다. 그들은 중심지에서 가까운 메이페어나 벨그레이비어에 사는 경향이 있었다. 얼마후에, 노팅힐 주택은 벨그레이비어에서 생활하는 중상층을 저렴한 가격으로 매혹시켰다. 존 골즈위디의 《포사이트연대기》 소설 도입부에서, 〈넓은 주거지이면서 매우 저렴한, 래드브로그그로브에〉 갇힌 니콜라스 포사이트즈가 등장한다.

### 20세기
런던의 많은 부분과 공통적으로, 노팅힐의 명성은 20세기를 지나면서 크게 성장했다. 고용한 하인이 해방된 중산층은 큰 노팅힐 주택 시장을 잃었고 점점 다용도 거주지로 분리되었다. 전후에 노팅힐 이름은 악명높은 공갈 집주인 피터 라치의 행태로, 싼 거주지가 밀집한 초라한 지역을 상기시켰다. 북동쪽 지역인, 골본은 "런던에서 최악의 지역중 한곳"인 찰스 부스란 단어의 시발점으로 알려져있다. 사우스햄 스트리스는 1923년에 2,400명의 주민이 9개 방으로 구성된 140개의 주거지에서 거주했고 빈민가 출신 아이는 1950년대에 사진가 라저 메인이 기록을 남겼다. 빈민가는 웨스트웨이와 트렐릭 타워가 건설되던, 1960년대와 1970년대의 재개발로 정리되었다. 이제는 활기찬 지중해인 지역사회 및 주요 포르투갈인, 에스파냐인과 모로코인의 본고장이다.
1980년대에, 단독 주택은 실주거 가족들에게 다시 인기를 얻기 시작했고, 노팅힐 지역은 런던에서 가장 매력적인 지역중 한곳이 되었다. 노팅힐 근처의 홀랜드 파크는 주택이 기둥 현관과 외벽 치장으로 잘 유지된 특징이 있다. 또한, 개인정원과 공공공원인, 홀랜드 파크와 켄싱턴 가든스 및 편리한 상점에 접근할 수 있는 공용정원이 있다. 젊고 부유한 주민은 2006년에 가상의 공용정원에 둘러쌓이 웅장한 주택을 배경으로 발간한 레이첼 존슨의 소설 《노팅힐》에서 풍자되었다.
노팅힐은 G. K. 체스터턴이 연재한 《노팅힐의 나폴레옹》, 콜린 매킨스가 연재한 《철부지들의 꿈》과 마이클 무어칵이 연재한 《제리 코르넬리우스 4인조》 소설의 배경으로 등장한다. 또한 1965년에 찍은 리타 터싱햄의 영화 《낵 앤 하우 투 겟 잇》과 1968년에 니콜라스 로에그가 촬영하고, 믹 재거가 주연으로 등장한 《행동》 영화의 배경이기도 하다.

## 지리
노팅힐은 대략적으로 코빌, 노랜드와 펨브리지의 선거구인 켄싱턴과 첼시의 왕립 구를 둘러싸고 있다. 북쪽으로 옥스퍼드 가든이 있고, 서쪽으로 펨브리지빌라와 래드브로크그로브가 있으며, 남쪽으로 홀랜드파크 애버뉴와 노팅힐 게이트가 있고, 동쪽으로 래드버리 로드와 그레이트웨스턴 로드가 있다.
노팅힐은 웨스트번그로브, 래드브로크그로브, 노팅힐 게이트 3곳에 지하철역이 있다.
래드브로크그로브 지하철역은 운영되기 시작한 1864년에 노팅힐 역으로 불렸다. 이 역이름은 새로운 노팅힐 게이트 역과 혼란을 피하기 위하여 1919년에 변경되었다.

## 노팅힐의 지역

### 래드브로크그로브
래드브로크그로브(Ladbroke Grove)는 노팅힐에 있는 길거리이며 주변지역도 포함되어 칭하는 경우도 있다. 래드브로크그로브는 켄살그린과 만나고, W10과 W11 우편 구에 둘러싸인, 노팅힐의 북쪽지방이다. 래드브로크그로브역은 웨스트웨이와 교차하는 래드브로크그로브 길거리에 있다.
1969년에 래드브로크그로브에서 결성한 애시드 록 밴드 호크윈드는 문하생이었던 판타지 작가 마이클 무어콕과 함께 작업했다. 디비어니즈와 핑크 패어리즈는 무정부주의 가수이자 작가인 믹 파렌이 수많은 음악가에게 영향을 끼친, 래드브로크그로브 영국 언더그라운드 커뮤니티에서 탄생한 음악 그룹이다.  펑크 록 그룹 더 글래시도 1976년에 래드브로크그로브에서 결성했다. 러플러는 1980년대에 탄생했고 1990년대에 전설적인 포토벨로 무언극을 포함한 괴상한 보헤이미인을 기록했다.
1999년에, 31명의 사람이 래드브로크그로브 노선 충돌로 죽었다.

### 노팅힐 게이트
유료 도로 요금소는 현재 옥스퍼드 스트리트, 베이즈워터로드와 홀랜드파크 애버뉴를 지나는 곳으로 알려져 있고, 런던에서 억스브리지로 연결된 도로의 언덕에 건설되었다. 유료 도로 요금소를 대표하는 곳으로 노팅힐 게이트가 알려져 있다. 노팅힐 게이트는 통행료가 없어서 통행하는 사람을 멈추게 하는 곳이다. 수익은 이런 중요한 도로의 유지비로 사용된다. 노팅힐 게이트는 19세기에 철거되었다.

### 웨스트번그로브
웨스트번그로브(Westbourne Grove)는 서쪽 켄싱턴에서 포스트벨로로드를 교차하는, 동쪽 퀸즈웨이로 연결되어있고, 노팅힐을 가로질러 건설된 주요도로이다. 웨스트번그로브는 다양한 독립상점과 체인상점이 혼재하고 있고, "최신 패션이 유행"하고 "활기찬" 거리이다.
노팅힐 카니발은 웨스트번그로브의 중앙을 지나간다.

### 노스켄싱턴
노스켄싱턴(North Kensington)은 노팅힐의 주요 인접지역이다. 1958년에 발생한 노팅힐 인종 폭동은 노스켄싱턴에서 가장 심했지만, 노팅힐 카니발의 출발지역이고 노팅힐 영화에서 대부분의 장면에 촬영되었다. 노스켄싱턴의 주요 교통허브인, 래드브로크 그로브 지하철역은 1864년부터 1919년까지 노팅힐 지하철역으로 불렸다. 노팅힐 지하철역은 새로운 노팅힐 게이트 지하철역과 혼란을 피하기 위해 래드브로크 그로브 지하철역으로 변경되었다. 노스켄싱턴 부동산은 노팅힐 게이트와 홀랜드파크지역을 가리키는 남쪽 노팅힐에서 가장 비싼지역으로 평가된다.
노스켄싱턴은 한동안 사진가 라저 메인이 찍은 사진에서 빈민가로 잘 알려졌다. 국제적인 투자 은행가 집단은 화려한 빅토리아식 주택을 마구 구매하기 때문에, 여전히 부동산가격은 가파르게 상승하고 있다. 그러나, 노스켄싱턴은 빈곤층과 실직자가 많고 국가에서 (보조금이 지급되는) 대여주택의 비율이 높다. 이는 위험한 지역에서 억세게 성장한 계급과 문화가 남아있음을 의미한다.
이민자 무리는 지난 세기동안에 노스켄싱턴에 정착했지만, 아일랜드인, 유대인, 서인도인, 에스파냐인, 모로코인, 동아프리카인과 동유럽인은 강력하게 제한되지 않았다. 이민으로 발생된 인구의 지속적인 증가는 노스켄싱턴을 세계에서 가장 다양한 인종이 모인 지역으로 만들었다. 래드브로크그로브가 노스켄싱턴의 주요도로임에도 불구하고, 가장 잘 알려진 거리는 길거리시장으로 유명해진 포토벨로로드이다. 많은 지역주민은 포토벨로로드에 스타벅스와 아메리칸 어패럴같은 기업이 입주해 있기 때문에, 포토벨로로드의 북쪽끝에 위치한 골번로드에 좋은 식당이있다고 말한다.

### 포토벨로로드
포토벨로로드(Portobello Road)는 노팅힐의 북쪽에서 남쪽으로 완전한 구간이 이어진 곳이다. 나란히 래드브로크그로브로드와 연결되어 있다. 이 거리는 런던에서 가장 유명한 시장인, 포토벨로로드 시장이 있다. 포토벨로로드 시장은 골동품 가게, 지역 중고 상점, 과일과 야채 및 옷가게가 모여있다. 포토벨로로드 시장은 원래 노팅힐의 북쪽에 위치한 포토벨로 농장을 지나는 오솔길이었다.

## 노팅힐 인종 폭동
노팅힐 인종 폭동은 1958년 8월말부터 9월초까지 영국 런던 노팅힐에서 발생한 인종 폭동 사건이다.
노팅힐 인종 폭동은 8월 20일에 젊은 백인 깡패가 서인도 사람과 결혼한 스웨덴 여성, 바브릿 모리슨을 공격하면서 시작되었다. "테디 보이"라고 불리는, 300명 ~ 400명의 백인 폭도는 저녁에 브람리로드에 위치한 서인도 주택가의 주민을 습격했다.
폭동과 습격의 혼란은 소강상태에 이르는 9월 5일까지 매일 밤마다 계속되었다.

## 같이 보기
- 배이즈워터
- 홀랜드파크
- 화이트 시
- 패딩턴
- 켄살그린
- 웨스트번그로브